# Ribadavia (Gerichtsbezirk)
Der Gerichtsbezirk Ribadavia ist einer der 9 Gerichtsbezirke in der Provinz Ourense.
Der Bezirk umfasst 11 Gemeinden auf einer Fläche von 416,76 km² mit dem Hauptquartier in Ribadavia.

## Gemeinden
| Gemeinde                 | Einwohner (2024) | Fläche km² | Dichte Einw./km² | Cod INE | Postleitzahl |
| ------------------------ | ---------------- | ---------- | ---------------- | ------- | ------------ |
| A Arnoia                 | 970              | 20,69      | 47               | 32003   | 32417        |
| Avión                    | 1.727            | 121,13     | 14               | 32004   | 32520        |
| Beade                    | 366              | 6,40       | 57               | 32010   | 32431        |
| Carballeda de Avia       | 1.194            | 46,37      | 26               | 32018   | 32412        |
| Castrelo de Miño         | 1.292            | 39,74      | 33               | 32022   | 32430        |
| Cenlle                   | 1.076            | 29,03      | 37               | 32025   | 32459        |
| Cortegada                | 1.024            | 26,88      | 38               | 32027   | 32200        |
| Leiro                    | 1.481            | 38,25      | 39               | 32040   | 32420        |
| Melón                    | 1.109            | 53,25      | 21               | 32046   | 32411        |
| Pontedeva                | 458              | 9,86       | 46               | 32064   | 32235        |
| Ribadavia                | 4.936            | 25,16      | 196              | 32069   | 32400        |
| Gerichtsbezirk Ribadavia | 15.633           | 416,76     | 38               | –       | –            |